# Storia della Società Sportiva Taranto Calcio
Questa pagina tratta la storia della Società Sportiva Taranto Calcio dal 1904 ai nostri giorni.

## Storia

### Dagli esordi del calcio tarantino alla nascita dell'A.S. Taranto
La storia calcistica tarantina ha inizio nel 1904: la prima società a giocare ufficiosamente a calcio fu il "Circolo Studentesco Mario Rapisardi", di natura podistica, entro il quale si iniziò a praticare lo sport seguendo l'esempio delle squadre inglesi. Nello stesso anno il militare ferrarese Luigi Ascanelli fondò il primo club tarantino espressamente calcistico, denominato Società Sportiva Pro Italia (con il bianco e il verde come colori sociali), che disputava le partite nella "Piazza d'Armi", vicino all'Arsenale Militare Marittimo.
I dubbi sull'anno di fondazione della Pro Italia, inizialmente indicato come 1906, sono stati risolti grazie al ritrovamento di una vecchia intervista al fondatore Ascanelli. Ascanelli nacque a Ferrara il 2 febbraio 1864 e morì a Taranto il 23 gennaio 1947. Di antica e illustre famiglia ferrarese, fu Capo di 1ª classe (Maresciallo Capo) e contabile del reparto della Regia Marina. Si sposò a La Spezia dove nacquero tutti i suoi figli: Francesco Dante, Olga, Alcibiade, Alcide, Adolfo. Nei primissimi anni del 1900 si trasferì con tutta la sua famiglia a Taranto, dove concluse la sua carriera militare.
La Pro Italia disputò fino alla fine degli anni dieci vari tornei pugliesi non ufficiali, arrivando sempre nelle fasi finali e vincendo il Campionato pugliese del 1915; nel 1910 terminò al secondo posto il Campionato regionale di Terza Categoria organizzato dalla F.I.G.C., prima storica competizione ufficiale della regione Puglia.
Nel 1911 nacque l'Audace Foot-Ball Club per interessamento diretto del calciatore Giovanni Sardella, con colore sociale il rosso e anch'esso esibitosi in piazza d'armi; questa compagine diventò presto rivale della Pro Italia, ma impiegò più tempo ad affermarsi ad alti livelli.
Dal 1921 la FIGC pugliese organizzò i gironi regionali di Prima Divisione, la massima serie del tempo, a cui Audace e Pro Italia parteciparono con le rispettive selezioni, laureandosi campioni pugliesi rispettivamente in tre stagioni i bianco-verdi e in due stagioni i rossi; entrambe le formazioni non superarono mai le fasi finali nazionali.
Altre società calcistiche dell'epoca, degne di menzione, furono l'U.S. Nettuno, la Libertas, il Foot-Ball Club Garibaldino, l'Enotria Foot Ball Club del 1917 (data incerta), e ancora il Veloce Foot-Ball Club del 1920; queste ultime quattro si fusero nel 1924, dando vita all'Unione Sportiva Tarantina, la cui attività si limitò alla sola stagione di Prima Divisione del 1924-1925, conclusa al quinto posto del campionato regionale.

### Dalla nascita dell'Associazione Sportiva Taranto agli anni settanta

Giancarlo Fabrello

Con la Carta di Viareggio del 1926 la Prima Divisione divenne la seconda serie del calcio italiano, a carattere interregionale (non più regionale).
L'11 luglio 1927, dalla fusione tra S.S. Pro Italia e Audace F.B.C., nacque la A.S. Taranto, che nell'estate del 1928 assorbì anche l'U.S. Nettuno.
La neonata formazione rossoblù continuò la militanza nel campionato di Prima Divisione (avendo mantenuto il titolo sportivo dell'Audace). La prima partita della stagione 1927-1928 fu vinta per 2-0 contro l'Ideale Bari nello stadio Corvisea; nonostante il buon inizio gli ionici terminarono con un quinto posto finale. Nel campionato successivo il Taranto disputò un torneo di vertice arrivando alla finale per il titolo di Campione del Sud, valida anche per l'accesso nella costituenda Serie B: la sfida con il Lecce, all'andata a Napoli terminò 2-2, il ritorno a Bari fu vinto dai salentini 3-1.
Ci vollero sei anni per raggiungere la promozione: nella stagione 1934-35 l'A.S.Taranto prima vinse il girone di competenza e poi dominò gli spareggi promozione.
La prima Serie B della storia non fu però fortunata, l'impatto con il girone unico fu difficile e la squadra chiuse all'ultimo posto in classifica e l'inevitabile retrocessione. Il riscatto avvenne l'anno dopo con un campionato dominato e vinto con sei punti di vantaggio sulla Salernitana, seconda in classifica.
La seconda stagione in serie B ricalcò la falsariga della prima e anche stavolta il Taranto retrocede chiudendo la stagione con il penultimo posto.

Amalio Ferrarese negli anni cinquanta

Dopo una stagione di transizione, nella stagione 1939-40 il Taranto vinse il girone davanti a Siracusa e Salernitana ma perse poi gli spareggi promozione con le formazioni del nord che si rivelarono nettamente superiori. Fu un decennio tribolato a causa della seconda guerra mondiale e un periodo confuso per il calcio ionico, nacquero nuove realtà calcistiche e per una stagione ben due formazioni ioniche parteciparono alla serie B. Nel 1940 nacque la Società Sportiva Pietro Resta dedicata al primo storico presidente del Taranto mentre nella stagione l'A.S. Taranto e l'U.S. Pro Italia si fusero costituendo l'U.S. Taranto, che concluse il campionato al 4º posto. Nel 1943 cessarono tutte le attività agonistiche a causa della guerra, l'U.S. Taranto modificò denominazione in Audace Football Club 1911, tornando alla tradizione mantenuta fino al 1927 e rinacque la S.S. Pro Italia, mentre la S.S. Pietro Resta diventò Unione Sportiva Arsenale, squadra composta per lo più da militari della Marina italiana.
Le tre squadre tarantine parteciparono al campionato pugliese del 1945 e poi al successivo campionato Centro-Sud di Serie C. L'Arsenale e l'Audace si piazzarono rispettivamente al 2º e 3º posto, venendo ammesse entrambe al successivo campionato di Serie B mentre la S.S. Pro Italia, nel maggio del 1946 si fuse per la seconda volta con l'Audace, costituendo nuovamente la società A.S. Taranto.
La Serie B 1946-47 vide dunque due squadre tarantine al via, in campionato l'Arsenale giunse ottavo mentre l'A.S. Taranto retrocesse in Serie C, nei due derby prevalse l'Arsenale che impattò 2-2, è proprio il caso di dirlo, tra le mura amiche della Marina e vinse 1-0 in "trasferta" (allo Stadio Corvisea).
Il 9 settembre 1947 venne sottoscritto l'accordo tra i dirigenti della U.S. Arsenale e della A.S. Taranto, che sancì la nascita della U.S. Arsenaltaranto.
Alla fine della stagione di Serie B 1947/48 l'Arsenaltaranto arriva 3º nel proprio girone, sfiorando per soli 3 punti la promozione in serie A. Nella stagione 1949/50, dopo la cessione di alcuni dei giocatori migliori, la squadra terminò al terzultimo posto retrocedendo in serie C. Mario Tortul passa nell'estate 1951 all'Arsenaltaranto, che milita in Serie C. Schierato come centravanti, in riva allo Jonio si mette in luce realizzando ben 39 reti in due stagioni e portando la squadra a sfiorare per due volte la promozione; venduto, finirà in A e alla Nazionale.
Dopo tre anni, il Taranto, nella stagione 1953/54, tornò in Serie B vincendo il campionato a pari merito con il Parma.

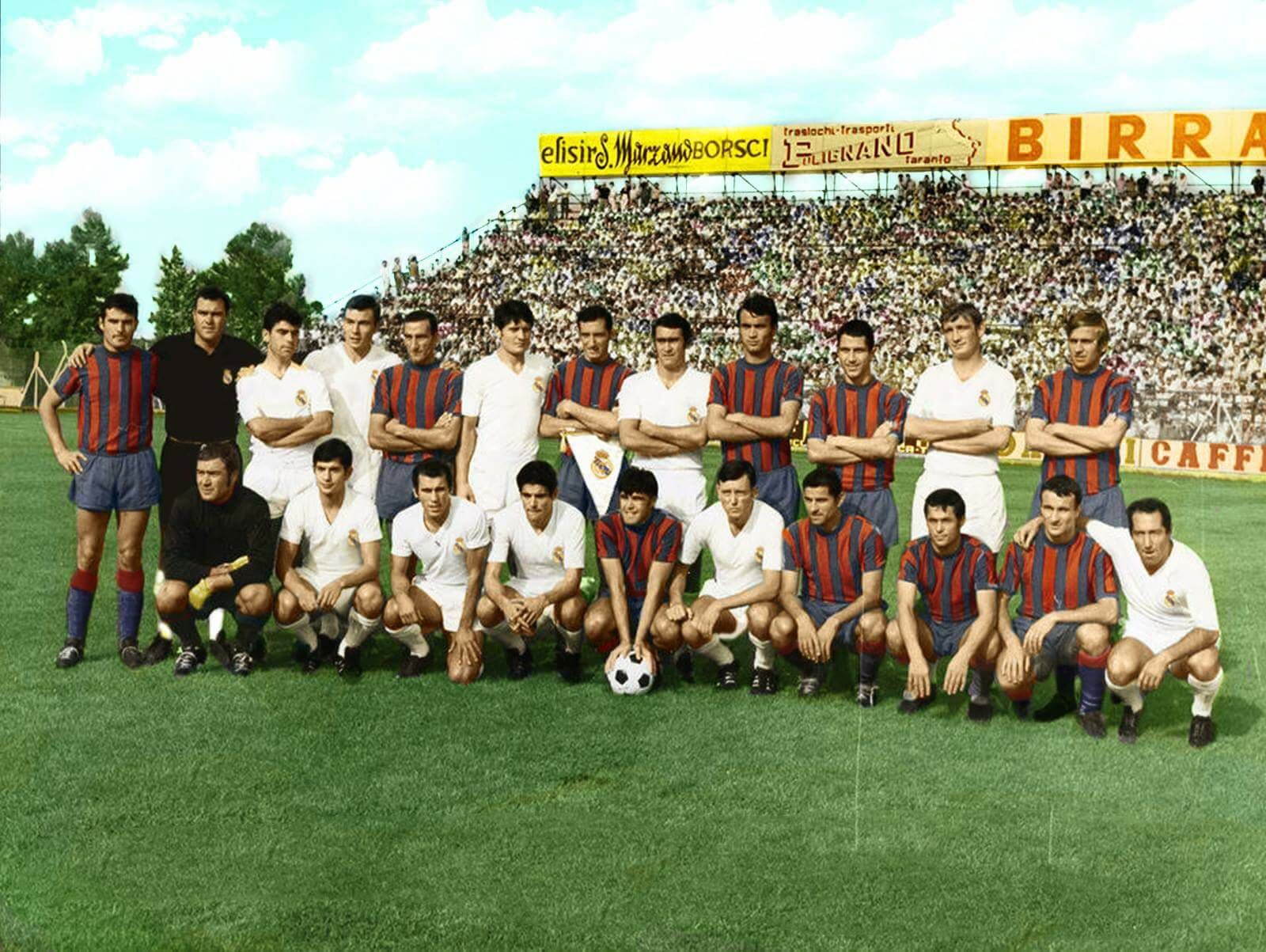
Foto di gruppo mista allo stadio Salinella prima dell'amichevole tra Taranto e dell'8 settembre 1968

L'11 agosto 1955 i marinai della Marina Militare lasciarono la squadra di calcio e la società assunse nuovamente la denominazione di A.S. Taranto. Nei cinque campionati seguenti la squadra riuscì a mantenere la categoria ma a causa delle difficoltà societarie e delle cessioni nella stagione 1959/60 la squadra retrocesse dopo aver perso gli spareggi con la Simmenthal-Monza e il Venezia. Le difficoltà economiche della società non permisero progetti ambiziosi di risalita e in più di un'occasione dovette intervenire il Comune di Taranto con importanti sovvenzioni, Pignatelli rassegnò le dimissioni e Michele Di Maggio divenne il nuovo presidente all'inizio del 1964 ma i problemi economici persistettero. Urgeva la necessità di aumentare gli introiti e così fu decisa la costruzione di un nuovo stadio più capiente.
L'impianto fu realizzato dalla ditta costruttrice dello stesso Di Maggio e fu realizzato in soli 100 giorni utilizzando 130 km di tubi Innocenti e 900 metri cubi di gradoni di legno. L'inaugurazione dello stadio Salinella avvenne l'8 dicembre 1965 alla 14ª giornata contro la Sambenedettese, aveva una capienza di oltre 25.000 posti.
La situazione economica migliorò e con essa anche le prestazioni, il Taranto disputò campionati di vertice ma senza riuscire a ottenere la sospirata promozione finché nel campionato 1968/69 dopo una partenza difficile i tarantini cominciarono una rimonta che li portò a contendere il primato alla capolista Casertana.
I campani alla fine giunsero primi con due punti sugli ionici ma durante l'estate scoppiò uno scandalo corruzione che coinvolgeva proprio la Casertana sospettata di aver comprato alcune partite. Tutta la città si mobilitò per protesta e dopo le indagini della FIGC il 6 settembre giunge il verdetto: la Casertana venne penalizzata di 6 punti per illecito sportivo. Il Taranto era promosso in B.

### Dagli anni settanta al duemila

Il Taranto della stagione 1973-1974, quinto classificato in Serie B, al miglior piazzamento della sua storia nei campionati

Negli anni '70 il Taranto disputò dei campionati di Serie B. Nel 1974 Michele Di Maggio lasciò, dopo aver ceduto i pezzi migliori, al nuovo presidente Giovanni Fico, che investi svariati milioni per rinforzare la squadra. Nell'autunno del 1976 comprò dal Mantova Erasmo Iacovone per 400 milioni di lire, il bomber di Capracotta (IS) debuttò il 31 ottobre 1976 a Novara e bagnò l'esordio con la rete del pareggio che fissò il punteggio sull'1-1. La prima stagione si chiuse molto positivamente per lui con un bottino di 8 reti in 28 gare, il Taranto terminò la stagione al 9º posto.
Durante il campionato di Serie B 1977-1978, la città cominciò a sognare la Serie A. La squadra infatti, sospinta dal suo centravanti Erasmo Iacovone, totalizzò nel girone di andata 20 punti. Il calciatore mise a segno 9 reti in 20 partite giocate e, grazie ai suoi gol, tutta la città incominciò a sperare nella promozione nella massima serie in quello che sembrava diventare il Campionato di serie B più memorabile della storia del Taranto. Un beffardo destino stava però per spezzare i sogni dei tifosi tarantini, il 6 febbraio 1978, Erasmo Iacovone morì a causa di un incidente stradale, gettando un'intera città nello sconforto e facendo svanire i sogni di promozione in serie A. Lo stadio fu intitolato alla memoria dell'indimenticato calciatore scomparso e di una squadra che annoverò, tra gli altri, anche un calciatore lucano come Franco Selvaggi, divenuto nel 1982 campione del mondo con la nazionale italiana al mondiale di Spagna, e che dedicherà tale vittoria al compianto compagno rossoblù. Con la morte del calciatore, la squadra perse il suo trascinatore, totalizzando nel girone di ritorno 18 punti, chiudendo il campionato a quota 38 e mancando così la promozione.

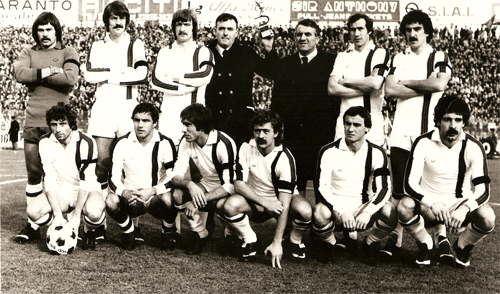
Una formazione del Taranto di fine anni settanta

La stagione successiva fu l'ultima di Giovanni Fico presidente, dopo il sogno della promozione il Taranto tornò a lottare per la salvezza, la squadra pur con ancora ottimi elementi in squadra come Selvaggi e Gori, si salvò non senza qualche patema di troppo. Nella stagione 1979/80 Donato Carelli rilevò la società. Sevaggi e Gori andarono via mentre arrivarono Legnari, Quadri e Roccotelli. In campionato la squadra ottenne l'ennesima salvezza ma lo scandalo del calcio scommesse, scoppiato in primavera toccò anche il Taranto, a causa del coinvolgimento di alcuni tesserati. La società fu assolta in prima istanza ma il 31 luglio 1980, la Commissione di Appello Federale condannò l'A.S. Taranto a 5 punti di penalizzazione da scontare nel successivo campionato. Il decennio si apri con le sirene della polizia e le manette ai calciatori, il primo grande scandalo del calcio italiano travolse squadre blasonate come Milan e Lazio ma anche "piccole" ma storiche realtà come Palermo e Taranto. Furono dieci anni di saliscendi tra la Serie B e la Serie C.
Nel campionato 1980/81 la squadra fece il massimo ma i gravi problemi societari e la penalizzazione furono un fardello troppo pesante. Dopo dodici anni in Serie B, il Taranto retrocesse. Di quel campionato resta memorabile la vittoria per 3-0 sul Milan il 7 dicembre 1980. Dopo un campionato anonimo, i rossoblu tornarono a lottare per la promozione nella stagione 1982/83 ma il sogno si infranse a Salerno all'ultima giornata. Il Taranto pareggiò 0-0 mentre Empoli e Pescara, che erano a pari punti con gli ionici, vinsero e andarono in B. Nel 1983 la società passò a Luigi Pignatelli che allestì una rosa forte per il salto di categoria, in campionato la squadra lottò per il secondo posto alle spalle del Bari ma ottenne la promozione all'ultima giornata ai danni di Virtus Casarano e Francavilla. Il campionato di Serie B 1984/85, fu uno dei più travagliati della storia rossoblù. La squadra, nonostante gli ingenti investimenti di Pignatelli, andò male mentre lo stadio Iacovone venne dichiarato inagibile per le nuove norme sulla sicurezza e il Taranto, in attesa dei lavori di rifacimento, giocò in campo neutro. L'11 aprile 1985 la società, piena di debiti, fu dichiarata fallita, Vito Fasano divenne il nuovo proprietario e cambiò denominazione in Taranto Football Club S.p.A..

Giuseppe Donatelli con la maglia del Taranto nel 1988

Lo Stadio Erasmo Iacovone venne rimodernato in più riprese, sostituendo la struttura fatta di tubi e gradoni con una nuova struttura in cemento armato, che ne aumentò la capienza a 27.584 posti. Sul campo però la squadra non riuscì a evitare una nuova retrocessione. La risalita fu immediata, per la stagione 1985-1986 il nuovo patron cambiò quasi tutta la squadra, il Taranto arrivò secondo alle spalle del Messina tornando prontamente nella serie cadetta. Il campionato di Serie B 1986-1987 cominciò male, alla fine del girone d'andata il Taranto era all'ultimo posto; poi, con un girone di ritorno con altri ritmi, la truppa guidata da mister Veneranda tornò in corsa per la salvezza e vincendo l'ultima partita 3-0 contro il Genoa sul neutro di Lecce nell'ultima giornata di campionato terminò quartultimo a pari punti con Lazio e Campobasso. Gli spareggi furono organizzati a Napoli, dove la Lazio allenata da Eugenio Fascetti era la logica favorita, tanto che si riteneva che la salvezza fosse una lotta tra pugliesi e molisani, con il vantaggio per i secondi di giocare l'ultima sfida conoscendo già i risultati degli ionici. Il primo incontro tra Lazio e Taranto fu, però, risolto da un gol del bomber Antonio De Vitis, per la gioia dei novemila tifosi arrivati da Taranto, e il successivo pareggio con il Campobasso per 1-1 sancì la salvezza dei tarantini.

Luca Brunetti al Taranto sul finire degli anni ottanta

Dopo la salvezza, in vista del campionato 1987-1988 il presidente Fasano vendette Maiellaro al Bari per più di 2 miliardi e l'anno dopo cedette il bomber De Vitis all'Udinese. La squadra, nel giro di due stagioni, retrocesse di nuovo in Serie C. Nel giugno del 1989 Donato Carelli riacquistò il Taranto dopo nove anni e rinforzò la squadra puntando alla promozione. Fu una stagione trionfale, la squadra allenata da Roberto Clagluna fu quasi sempre nei primi due posti della classifica e alla fine vinse il campionato con 48 punti, record per il girone B della Serie C1. Per il campionato di Serie B 1990-1991, la panchina venne affidata a Walter Nicoletti, ex-Giarre, e Coppola venne sostituito da Zannoni. La squadra restò in zona promozione per quasi tutto il girone d'andata, calando dopo il derby perso in casa con il Foggia di Zeman e la squalifica dello Iacovone per 2 turni a seguito di incidenti in quella partita. A fine stagione fu 9º posto. La stagione successiva si classificò al 16º posto dopo aver battuto 2-1 la Casertana nello spareggio-salvezza.
Il 3 agosto 1993, dopo un nuovo fallimento che condannò la squadra (che già era retrocessa sul campo per essersi piazzata penultima) al Campionato Nazionale Dilettanti, un gruppo di imprenditori locali fece nascere la Taranto Calcio 1906, e nella stagione 1994/95 vinse lo Scudetto Nazionale Dilettanti superando Catania, Viterbese e Tolentino.
Il 15 luglio 1998, dopo la messa in liquidazione di quest'ultima, nacque la U.S. Arsenaltaranto.

### Anni duemila

#### Il Taranto Calcio di Pieroni (2000-2004)
Il 29 giugno 2000 la società fu ceduta a una nuova cordata di imprenditori e si costituì la Taranto Calcio S.r.l. Le quote azionarie andarono al 60% a Ermanno Pieroni, ex direttore sportivo ai tempi dell'ultima promozione in serie B nonché proprietario dell'Ancona, e al 40% tra gli imprenditori Fiore, Tagarelli e Giove, con quest'ultimo che assume la carica di presidente. Pertanto dopo il secondo posto nel precedente Campionato Nazionale Dilettanti e il fallimento del Marsala, si crearono i presupposti al Taranto per essere ripescato in serie C2 e tornare tra i professionisti dopo tre anni.
L'ossatura della squadra viene rinforzata con l'acquisto, tra gli altri, di Bertuccelli e Riganò dall'Igea Virtus. In campionato riprende il duello con il Campobasso della precedente stagione, ma questa volta a prevalere sono i pugliesi, che si aggiudicano il primo posto finale con una giornata di anticipo pareggiando a reti bianche in casa della Juve Stabia. Dopo dodici anni, nella stagione 2001-2002, il Taranto torna dunque a disputare il campionato di Serie C1. Il doppio salto di categoria e i proclami della società risvegliano la passione dei tifosi, che dopo anni di tribolazioni tornano a sognare la Serie B. La società vede in questa stagione come presidente Massimo Giove, socio di maggioranza Ermanno Pieroni, soci di minoranza Antonio Palma, Cosimo Simonetti, Massimo Giove, Massimo Tagarelli, amministratore delegato Vincenzo Fogliamanzillo, general manager l'avvocato ex presidente della Cavese Gino Montella, team manager Domenico Di Napoli e medico sociale William Uzzi. In campionato l'inizio sotto la guida di Ezio Capuano è balbettante, pertanto la proprietà decide per la sua sostituzione dopo un mese con Gianni Simonelli. Con il nuovo allenatore i neopromossi rossoblù si insediano in zona play-off. Christian Riganò è capocannoniere del girone con 28 reti, record per la categoria, e contribuisce al secondo posto finale, che permette il vantaggio del fattore campo nei play-off promozione. La semifinale con la sorprendente Virtus Lanciano è una battaglia agonistica che si risolve nella partita d'andata quando sul 3-1 per i padroni di casa il difensore Galeoto segna un gol fondamentale in pieno recupero dopo una serpentina tra gli avversari. Il 3-2 finale viene ribaltato allo Iacovone nella gara di ritorno e apre agli ionici le porte della finale promozione con il Catania di Gaucci. La finale di andata al Massimino, blindata dalle forze dell'ordine e disputata in un clima di tensione, termina 1-0 per gli etnei con un gol di Fini dalla distanza, ma nell'intervallo si verificano alcuni episodi spiacevoli: Gaucci insegue l'arbitro inveendogli contro, mentre un giocatore del Taranto viene aggredito da un addetto del Catania. Il ritorno a Taranto termina 0-0 e il Catania viene promosso. Su quella partita sono stati sollevati dei sospetti di combine, sia per i legami tra i due patron quando Pieroni era direttore sportivo del Perugia di Gaucci sia per i trascorsi del patron etneo per il caso Siracusa-Perugia; lo stesso Pieroni, otto anni dopo, ha parzialmente confermato a quei sospetti in una intervista.
Nel campionato 2002-2003 incomincia la parabola discendente dell'era Pieroni. L'allenatore lascia, la squadra viene smantellata e gli elementi migliori dell'orgaico vengono ceduti. Dopo il girone d'andata il Taranto si ritrova ultimo, i soci di minoranza entrano in contrasto con Pieroni che è sempre più assente per curare l'altra sua proprietà, l'Ancona, di cui di fatto il Taranto diventa società satellite. A gennaio le cose si ricompongono e Pieroni rafforza la squadra che raggiunge alla fine una sofferta salvezza. Il campionato sofferto è solo la premessa per il disastro del successivo anno, la stagione 2003-2004, la società si spacca nuovamente tra i soci di minoranza che ricorrono alle vie legali e il patron. La società viene iscritta per il rotto della cuffia. Per tutta la stagione la squadra resta in piena zona play-out e i migliori giocatori vengono ceduti nel mercato di gennaio per fare cassa. Agli spareggi salvezza il Taranto affronta la Fermana ma il doppio pareggio condanna gli ionici per la peggiore classifica. Il Taranto retrocede in Serie C2. Nell'annata 2004-2005, la società è ormai alla deriva, l'iscrizione viene effettuata ma la squadra è ridotta a soli 4 elementi. La stagione comincia con la formazione Berretti in campo. L'ombra del fallimento si allunga sempre di più e ad accelerare il processo giunge la notizia dell'arresto di Pieroni per truffa aggravata allo stato. Lo società viene messa in liquidazione e la FIGC revoca il titolo sportivo. Il tribunale fallimentare di Taranto indice una prima asta che va deserta, la seconda invece porta all'acquisizione da parte dell'imprenditore manduriano Vito Luigi Blasi che diventa il nuovo proprietario.

#### La Taranto Sport di Blasi (2004-2009)
Il 16 dicembre 2004 è costituita la Taranto Sport S.r.l., con conseguente restituzione del titolo sportivo da parte della FIGC. Il nuovo proprietario interviene pesantemente sul mercato per rafforzare l'organico, mentre la panchina è affidata a Carlo Florimbi. Negli ultimi due mesi di campionato la squadra riesce a risalire la china dall'ultimo posto e agguanta gli spareggi salvezza con il Ragusa. La gara di andata allo Iacovone è vinta dai rossoblù per 2-1, sicché nella gara di ritorno è obbligatorio non perdere per mantenere la categoria. Un massiccio esodo di tifosi parte alla volta della Sicilia per incitare la squadra, che li ripagherà con una vittoria per 2-1 grazie a Malagnino, autore di una doppietta: il Taranto è salvo. Nel 2005-2006, dopo i problemi degli ultimi anni, il Taranto può finalmente programmare la stagione senza patemi economici. La nuova proprietà si propone di disputare un campionato di vertice, difatti la squadra termina la stagione al secondo posto, qualificandosi ai playoff per la Serie C1. Nella semifinale dei play-off gli ionici affrontano il Melfi. All'Arturo Valerio di Melfi sono i lucani a vincere per 3-1; la squadra ionica, però, crede ancora nella promozione e una settimana dopo i rossoblù battono i lucani per 2-0 grazie alle reti di Emanuele Catania e Andrea Deflorio, che mandano in visibilio lo Iacovone. In finale i tarantini trovano i calabresi del Rende, che hanno superato nell'altra semifinale la Pro Vasto: la gara di andata è disputata al San Vito di Cosenza e termina 1-1. Nella gara di ritorno il Taranto supera per 1-0 il Rende grazie alla rete siglata nel recupero del secondo tempo da Vincenzo Deliguori, vincendo così i play-off e venendo promosso in C1. 
Nella stagione 2006-2007 la società si prefigge l'obiettivo di disputare un campionato di vertice in Serie C1. Il 27 agosto 2006 si aggiudica il Memorial "Michele Blasi", dedicato al figlio prematuramente scomparso del presidente Luigi, superando sia il Potenza sia il Brindisi.
Durante la Coppa Italia, supera al primo turno il Catania (formazione militante in Serie A), mentre è eliminato dal Brescia al turno successivo. In campionato la Taranto Sport si classifica al quinto posto, con un bilancio di 15 vittorie, 11 pareggi, 8 sconfitte, 45 gol fatti e 31 subiti, meritando l'accesso ai play-off per la Serie B. In semifinale incontra l'Avellino, piazzatosi secondo nella stagione regolare. La squadra ionica vince la gara di andata per 1-0 con un gol di Antonio Zito, ma la gara di ritorno è vinta per 1-0 dall'Avellino con un gol di Vincenzo Moretti su calcio di punizione a pochi minuti dalla fine, risultato che consente ai campani di accedere alla finale play-off in virtù del migliore piazzamento in classifica.
Nella stagione 2007-2008 la società si prefigge l'obiettivo di puntare alla promozione diretta in Serie B. La stagione non parte nel migliore dei modi: in un mercato estivo caratterizzato da più ombre che luci il Taranto ingaggia in sostituzione di Aldo Papagni il tecnico Adriano Cadregari, che nella precedente stagione ha guidato la squadra Primavera della Fiorentina, ma questi si dimette per motivi personali già il 18 agosto 2007. Il nuovo tecnico chiamato in sua sostituzione è Marco Cari, nella precedente stagione al Perugia. In campionato la Taranto Sport si classifica in terza posizione accedendo ai play-off. Dopo aver battuto in semifinale il Crotone, è sconfitta in finale dall'Ancona (andata 0-0; ritorno 2-1).
Nel campionato 2008-2009 il Taranto fissa subito l'obbiettivo della promozione, cercando di riguadagnare i play-off tramite un utile piazzamento in campionato. Questa stagione, però, è meno brillante del previsto, anzi il Taranto si ritrova per lungo tempo costretto a lottare per evitare i play-out. I deferimenti della Procura Federale a seguito delle molteplici inadempienze finanziarie nei confronti di ex tesserati inducono il Presidente Luigi Blasi a nominare direttore generale della società Giuseppe Iodice, ex Napoli e Salernitana. Giunto al capezzale della società nel mese di marzo del 2009, grazie all'esperienza accumulata negli anni e alla sapiente opera professionale, Iodice evita alla squadra gravi penalizzazioni in classifica che avrebbero costretto gli ionici ai play-out. All'ultima giornata, vincendo per 3-2 in trasferta contro il Sorrento, il Taranto evita i play-out e chiude al nono posto in classifica.

### Anni duemiladieci

#### L'A.S. Taranto Calcio di D'Addario (2009-2012)
Il 6 settembre 2009 Enzo D'Addario, imprenditore tarantino operante nella commercializzazione online di automobili, rileva il 100% della società da Luigi Blasi dopo una brevissima parentesi di co-presidenza. Divergenze di programmi fanno sì che a inizio campionato siano consensualmente rescissi prima il contratto del direttore sportivo Danilo Pagni e poi quello del direttore generale Giuseppe Iodice.
L'obiettivo dichiarato del neo-proprietario rossoblu è di conquistare la promozione in Serie B, pertanto è costruita una rosa sulla carta molto competitiva. In società entra a far parte Evaristo Beccalossi nel ruolo di consulente esterno e personale del presidente. Come tecnico è ingaggiato l'esperto Piero Braglia, ma la sua avventura in riva allo Ionio dura poco. Infatti, dopo la sconfitta interna contro la SPAL alla quinta giornata e un inizio di campionato un po' a rilento, egli è esonerato e sostituito da Giuseppe Brucato. Nel prosieguo del campionato il Taranto delude molto le attese iniziali, disputando un campionato altalenante anche a causa di altri avvicendamenti in panchina. All'inizio del girone di ritorno, dopo la sconfitta esterna con il Rimini, l'allenatore Brucato è sostituito da Francesco Dellisanti, alla terza esperienza sulla panchina ionica e fino a quel momento allenatore della Berretti. Con lui la squadra ottiene una striscia di risultati positivi che portano il Taranto a ridosso della zona play-off, ma, a causa di divergenze con il presidente D'Addario, Dellisanti decide di dare le dimissioni. Lo sostituisce l'esordiente Francesco Passiatore, affiancato da Gianpaolo Spagnulo, essendo il primo sprovvisto di patentino. Il tecnico tarantino non riesce a portare la squadra ai play-off nelle ultime giornate e il Taranto chiude il campionato all'ottavo posto. Dopo la fine del torneo di Prima Divisione, la società modifica la propria denominazione ufficiale in A.S. Taranto Calcio.
Nella stagione 2010-2011 l'obiettivo del Taranto è quello di centrare i play-off. Valentino Angeloni è designato consulente di mercato e personale del presidente D'Addario. Nella scelta del tecnico il presidente prende la decisione di far tornare l'allenatore Brucato, esonerato nella stagione precedente. Tuttavia questa rinnovata fiducia non è ripagata dai risultati. Infatti, dopo un inizio di campionato non ottimale, il tecnico Brucato è nuovamente sollevato dall'incarico all'undicesima giornata, dopo la sconfitta in casa contro il Foligno.
Come suo successore, D'Addario decide di scommettere contro lo scetticismo della piazza sull'esordiente Davide Dionigi, ex calciatore rossoblu della gestione Blasi. Stavolta la scelta si dimostra azzeccata. Il nuovo tecnico porta fiducia e serenità nell'ambiente e gli ionici disputano un buon campionato grazie anche al mercato di riparazione, in cui la rosa è rimpinguata nei ruoli carenti. Tra i risultati ottenuti si segnala quello di aver interrotto alla ventottesima giornata l'imbattibilità della corazzata Nocerina, sconfitta allo Iacovone per 2-1, Nocerina che al termine della stagione conquista la promozione diretta in Serie B. Il Taranto termina il campionato al quarto posto e si qualifica ai play-off. In semifinale affronta l'Atletico Roma. All'andata perde in casa per 1-0; nella gara di ritorno al Flaminio c'è un esodo di oltre 3 000 tifosi tarantini che credono nell'impresa. Il Taranto deve vincere con almeno due gol di scarto per accedere alla finale. La gara è molto avvincente e piena di emozioni: a pochi minuti dalla fine gli ionici sono in vantaggio per 3-1, risultato che sta bene agli uomini di Dionigi, ma quando sta per incominciare il recupero i capitolini siglano il secondo gol e, nonostante la sconfitta per 3-2, accedono in finale per il miglior piazzamento in classifica. Malgrado la beffa e il conseguente mancato approdo alla finale, questa gara rimarrà una delle sfide memorabili della storia del Taranto.
Nella stagione 2011-2012 gli ionici sono inseriti nel girone A della Lega Pro Prima Divisione. Il tecnico Dionigi è confermato e la rosa è praticamente quella della stagione precedente, fatti salvi gli arrivi di alcuni elementi. Prima dell'inizio della stagione al Taranto è comminato un punto di penalità per presunta responsabilità oggettiva in merito a una partita della stagione precedente (Taranto-Benevento 3-1). La società, nonostante le alte probabilità di successo, decide di non fare ricorso a questo provvedimento.
I tarantini lottano per la promozione diretta e trascorrono, dopo l'inizio del campionato, due settimane in testa alla classifica. In seguito il Taranto è impegnato in un testa a testa con la Ternana, la quale resta al primo posto per la maggior parte del campionato. Problemi di natura economica minano il cammino dei rossoblù: le difficoltà finanziarie delle aziende del presidente D'Addario influiscono anche sulle casse della società e non sempre gli stipendi possono essere pagati in tempo; durante la stagione, a causa di queste inadempienze economiche, al club sono sottratti dalla giustizia sportiva 6 punti in classifica. Gli umbri, al termine del campionato, centrano la promozione diretta con 65 punti. Il Taranto, malgrado i 7 punti di penalizzazione, conclude al secondo posto con 63 punti e accede ai play-off con i favori dei pronostici. Il club pugliese, infatti, risulta non solo la miglior difesa del girone, ma di tutti i campionati professionistici d'Italia, con soli 16 gol subiti. In semifinale affronta la Pro Vercelli, classificatasi quinta nella stagione regolare. L'andata in Piemonte vede i rossobù sconfitti per 2-1. Nella gara di ritorno, giocata una settimana dopo allo Iacovone, ai tarantini basterebbe vincere con qualsiasi risultato, ma gli uomini di Dionigi non riescono ad andare oltre lo 0-0 e così mancano nuovamente l'approdo alla finale per la promozione in Serie B.
Il 30 giugno 2012 il presidente Enzo D'Addario rinuncia a presentare la domanda di iscrizione alla Lega Pro Prima Divisione, sancendo la fine della società.

#### Taranto F.C. 1927, la società fondata e partecipata dai tifosi (2012-2025)
Il 20 luglio 2012, presso lo studio del notaio Riccardo Frascolla, è costituita tra l'A.P.S. Fondazione Taras 706 a.C. (un supporters' trust composto dai tifosi del Taranto) e Gianluca Sostegno la società sportiva Taranto Football Club 1927 s.r.l. Claudio Andriani, rappresentante della fondazione, viene nominato presidente. Il 6 agosto 2012 una cordata di imprenditori tarantini entra nel capitale sociale e il Taranto F.C. 1927 è iscritto, come previsto dal Lodo Petrucci, nel Campionato Nazionale Dilettanti e assegnato al girone H. Per la prima volta nella storia del Taranto è prevista la partecipazione attiva dei tifosi con una quota nel capitale sociale e dei diritti particolari sanciti dallo statuto del club a tutela degli stessi tifosi. Il 9 agosto 2012 è ufficializzato il nuovo organigramma societario, con Elisabetta Zelatore presidente. È la prima donna a ricoprire la massima carica nella storia del calcio tarantino.
Il 18 agosto 2012 è ufficializzato l'ingaggio dell'allenatore Tommaso Napoli, con Gilberto D'Ignazio Pulpito nelle vesti di allenatore in seconda. Il capitano della gestione precedente, Fabio Prosperi, decide di restare a Taranto, pur scendendo di due categorie.
In società è designato Antonio Borsci come direttore generale. Per lui si tratta di un ritorno, dato che ha già fatto parte della compagine ionica nelle vesti di direttore sportivo durante la presidenza Papalia, tra la fine degli anni '90 e l'inizio del nuovo millennio. Per la costruzione della rosa è scelto Giuseppe Tambone nel ruolo di consulente di mercato. I rossoblù tornano a disputare la Serie D a 12 anni di distanza dall'ultima partecipazione. L'esordio del "nuovo" Taranto in campionato avviene il 2 settembre 2012 sul campo del Soccer Trani, con al seguito circa 500 tifosi tarantini. La gara sarà sospesa sull'1-0 per gli ionici per un malore all'arbitro e ripetuta il 12 settembre con vittoria tarantina per 2-0. Le sconfitte contro Gladiator, Foggia e Bisceglie lasciano perplessa la nuova società, così, dopo il pareggio casalingo contro il Sant'Antonio Abate, si decide di sollevare dall'incarico l'allenatore Napoli. Nei giorni successivi la conduzione tecnica della squadra è affidata a Giacomo Pettinicchio, allenatore della Berretti con ottimi risultati nell'annata precedente. L'organico costruito si dimostra lacunoso e alquanto incompleto, pertanto nel mercato di riparazione si interviene decisamente per rinforzare la rosa per far sì che il Taranto disputi un campionato dignitoso. Nel girone di andata, infatti, gli ionici si posizionano nella parte destra della classifica, a ridosso della zona play-out. Nel frattempo il consulente di mercato Tambone interrompe il rapporto di collaborazione e il direttore generale Borsci rassegna le proprie dimissioni per vedute diverse con la proprietà. Al suo posto arriva Domenico Pellegrini, anch'egli con un passato da dirigente nel Taranto, a cui viene affidata anche la parte tecnica. Il 4 febbraio 2013 si registra un cambio alla guida della società. A causa di dissapori tra i vari soci, l'incarico di presidente passa infatti a Fabrizio Nardoni (assessore alle politiche agricole della Regione Puglia), che sostituisce il presidente Zelatore. La squadra, grazie pure al mercato di riparazione, in cui spicca l'arrivo del bomber argentino Hernan Molinari, cambia marcia e disputa un buon girone di ritorno, per poi concludere il campionato al settimo posto in classifica dopo una prima parte di stagione sottotono.
La stagione 2013-2014 parte con programmi ambiziosi di disputare un campionato di vertice. Alessandro De Solda diventa il nuovo direttore sportivo, mentre la scelta del tecnico ricade su Vincenzo Maiuri. In società arriva l'imprenditore Mario Petrelli, che diventa vice-presidente del club. La rosa è rinforzata a dovere, in linea con le ambizioni di essere protagonisti e di giocarsela per la vittoria finale, ma l'inizio non è dei migliori. Due vittorie, tre pareggi e due sconfitte sono il bilancio delle prime sette giornate di campionato e la vetta della classifica è già abbastanza distante. Il 13 ottobre 2013, dopo un pareggio in casa con il San Severo (1-1), Maiuri viene esonerato, e con lui anche il ds Alessandro De Solda.
Il 16 ottobre 2013 il Taranto ufficializza come allenatore della prima squadra Aldo Papagni, che torna sulla panchina ionica a 6 anni dalla sua prima esperienza tarantina. Con il cambio in panchina i risultati migliorano e il Taranto, specialmente nel girone di ritorno, riesce a mettersi in piena corsa per la promozione. La stagione entra nel vivo il 30 marzo 2014, quando è in programma lo scontro diretto con la capolista Matera, maggiore antagonista per il salto di categoria. Lo Iacovone è una bolgia e vede la vittoria per 1-0 dei pugliesi, che così accorciando le distanze in classifica dai lucani. Nella giornata successiva i tarantini vincono in trasferta sul difficile campo del Monopoli e, approfittando del turno di riposo del Matera, raggiungono il primo posto, mentre la domenica successiva ottengono un'altra vittoria importante per lo sprint finale. Tre giorni dopo è in programma un turno infrasettimanale, dove stavolta sono gli ionici al riposo forzato: il Matera, grazie a una vittoria casalinga, aggancia il Taranto al primo posto. Il 27 aprile 2014 si gioca la penultima giornata di campionato, con il Taranto di scena in casa del Real Marcianise. Gli ionici si fanno raggiungere per due volte dai campani e il match finisce 2-2, mentre il Matera vince in trasferta e si porta al primo posto solitario a +2. I rossoblù vincono in casa per 3-0 all'ultima giornata, ma la vittoria risulta inutile ai fini della classifica, visto che i lucani vincono in casa con il medesimo risultato e vengono promossi in Lega Pro. Il Taranto disputa così i play-off, dove elimina prima il Marcianise (3-2) e poi il Monopoli (1-1 dts), superando il turno contro i biancoverdi per via del miglior piazzamento in classifica. I tarantini accedono nella fase nazionale dei play-off, dove sono battuti in casa dall'Arezzo (0-1).

#### Il caso Miale e la tentata combine Taranto-Matera
Sul finale della stagione 2013-2014 il presidente del Taranto Fabrizio Nardoni, al termine dell'incontro casalingo con il Matera, valido per la 29ª giornata e vinto 1-0 dai rossoblù, denunciò ai media un tentativo di combine ai danni degli ionici. 
Un ex dirigente rossoblù, Alessandro De Solda (non più tesserato del Taranto da mesi), aveva tentato di "avvicinare" il giocare Claudio Miale per combinare l'incontro con i lucani, ma il giocatore, con grande onestà, aveva informato dell'accaduto la società, che si era messa subito in contatto con i legali e denunciato il fatto alla FIGC prima dell'incontro.
Il campionato si concluse con il Matera promosso con due punti di vantaggio proprio sui rossoblù, ma la vicenda ebbe inevitabili strascichi giudiziari. A seguito delle indagini condotte dai rappresentanti federali, la società lucana, a distanza di un anno dai fatti, venne deferita per illecito sportivo e alla conclusione del dibattimento condannata dal Tribunale Federale per responsabilità oggettiva con 4 punti di penalizzazione da scontare nel campionato successivo, 3 anni di inibizione e 50000 euro di ammenda al patron Saverio Columella e 3 anni di inibizione e 50000 euro di ammenda ad Alessandro De Solda.
La pena a carico della società materana venne poi ridotta a 2 punti di penalizzazione dalla Corte Federale d'appello mentre le condanne ai singoli vennero confermate.
Il Matera tentò di far annullare del tutto la sanzione per Columella, e quindi i due punti residui di penalizzazione alla società, il 5 maggio 2016. Presso il tribunale di Taranto, infatti, parallelamente al processo sportivo, si era aperto il processo penale per corruzione sportiva a carico degli imputati Columella e De Solda. I legali del patron lucano chiesero di anticipare il giudizio sul proprio assistito stralciando la sua posizione da quella dell'altro imputato. Ciò perché, in caso di proscioglimento del patron, la società lucana avrebbe potuto chiedere alla giustizia sportiva di far decadere la sentenza di penalità alla propria squadra in vista del finale di stagione che vedeva il Matera impegnato nella lotta play-off per la promozione in Serie B. La richiesta venne però eccepita per vizio di notifica dai legali del Taranto e dell'Aps Fondazione Taras; il giudice, dando loro ragione, rinviò il dibattimento al 6 ottobre 2016. Nello stesso dibattimento la società del Taranto si costituì parte civile contro gli imputati per chiedere il risarcimento dei danni.
La vicenda giudiziaria si concluse con la sentenza di condanna da parte del Tribunale di Taranto per De Solda, che aveva patteggiato, e l'assoluzione di Columella per mancanza di prove certificando così l'avvenuto tentativo di corruzione ai danni di un calciatore del Taranto da parte di un intermediario, ma senza individuare con prove solide il vero beneficiario nonché mente e mandante del tentativo di combine. Fu, in altri termini, accertato che qualcuno aveva cercato di combinare quella partita, ma non esistono prove per esplicitare penalmente ciò che invece la giustizia sportiva, pur se in ritardo e senza risarcimenti, ha pienamente riconosciuto.

#### La presidenza Campitiello (2014-2015)
Il 29 luglio 2014, dopo lunghe trattative, Domenico Campitiello, imprenditore campano comproprietario del club pallamanistico PDO Salerno, rileva il 51% della società dalla cordata tarantina presieduta da Nardoni e diventa così azionista di maggioranza del Taranto. La nuova proprietà tenta l'immediata risalita presentando domanda di ripescaggio nel campionato di Lega Pro 2014-2015, nel cui organico era rimasto vacante un posto, ma il 5 settembre 2014 la FIGC delibera il ripescaggio dell'Arezzo, posizionato meglio dei rossoblù nella graduatoria. Proprio l'Arezzo aveva eliminato il Taranto dai play-off.
Il Taranto riparte quindi per la terza stagione consecutiva dalla Serie D, inserito nel girone H. La nuova compagine societaria viene ulteriormente rafforzata con la ricapitalizzazone operata da Campitiello, che al 31 ottobre 2014 lo porta a detenere il 92% delle quote, mentre alla Fondazione Taras rimane il 5%. Nel nuovo organigramma Francesco Montervino viene designato come direttore sportivo, mentre la prima squadra viene affidata a Massimiliano Favo. Quest'ultimo viene esonerato il 19 gennaio 2015 per i risultati non in linea con le ambizioni di promozione della società, dopo la sconfitta del Taranto a Cava de' Tirreni contro la Cavese.
Al suo posto viene chiamato Pierfrancesco Battistini, che dal 20 gennaio 2015 assume la guida della prima squadra e subito inverte la tendenza, ottenendo buoni risultati e rilanciando la squadra nei piani alti della classifica. Tuttavia, nella settimana più importante della stagione, che precede la sfida contro la capolista Fidelis Andria, si verifica un vero e proprio terremoto societario che azzera quasi tutte le cariche. Il 23 marzo il ds Montervino lascia il suo incarico a causa di lunghe incomprensioni con la presidenza; per solidarietà con Montervino, nel giro di pochi giorni si dimettono anche l'allenatore Battistini, tutto lo staff tecnico e il direttore generale Domenico Napoli. In piena emergenza, il 24 marzo 2015 Campitiello nomina allenatore il tarantino Michele Cazzarò, già vice di Battistini. Il presidente incontra la squadra e rassicura i tifosi circa la sua intenzione di proseguire la propria esperienza in riva allo Ionio.
I rossoblù concludono la stagione al secondo posto, a 5 lunghezze dall'Andria capolista, dopo un girone di ritorno che li vede recuperare 15 punti e 5 posizioni. I play-off terminano con l'eliminazione nella semifinale della fase nazionale, dopo la sconfitta per 3-1 in casa del Sestri Levante.

#### Periodo transitorio maggioranza  Taras
Il 16 giugno 2015, attraverso un comunicato ufficiale, Domenico Campitiello lascia la carica di presidente rossoblù e mette in vendita la società. Le quote vengono cedute alla A.p.s. Fondazione Taras 706 a.C., che in questo modo diviene titolare del 97% delle quote del club. Viene nominato presidente l'avvocato Gianluca Mongelli, già socio della stessa società in proprio e come rappresentante del Gruppo Mariano Gioielli di Taranto, Roma e Valenza(AL).

#### Il ritorno del duo Zelatore-Bongiovanni (2015-2017)
Dopo una trattativa non andata a buon fine con un gruppo di imprenditori locali, il 29 luglio 2015 Elisabetta Zelatore e Antonio Bongiovanni acquistano il 90% delle quote della società tornando al timone degli ionici dopo due stagioni di assenza. Nell'area tecnica viene deciso di richiamare il Direttore Sportivo Montervino e di confermare l'allenatore Cazzaró. La nuova società tenta immediatamente la carta del ripescaggio in Lega Pro ma senza successo, cosicché nella stagione 2015-2016 il Taranto riparte dalla serie D per il quarto anno di fila.
La squadra vive di alti e bassi, e all'undicesima giornata dopo la sconfitta in trasferta contro l'Aprilia l'allenatore Michele Cazzarò viene esonerato. Al suo posto arriva l'esperto Salvatore Campilongo, a cui viene data carta bianca sul mercato di riparazione. La squadra viene rinforzata con l'arrivo di tanti nuovi elementi, soprattutto nel reparto avanzato. Il girone di andata è abbastanza deludente e si chiude al quinto posto a 6 punti dalla vetta, e tuttavia il rendimento nell'inizio del girone di ritorno non migliora, e la sconfitta a Francavilla Fontana contro la capolista fa sprofondare i rossoblù a 10 punti dalla vetta.
La dirigenza, insoddisfatta dei risultati, raggiunge un accordo con Campilongo per la risoluzione consensuale del contratto e alla guida degli ionici viene richiamato Cazzarò. Il Taranto cambia marcia e inizia una rimonta che lo porta a chiudere il campionato al secondo posto a tre punti dalla vetta sfiorando quantomeno lo spareggio promozione con la Virtus Francavilla, che sale per la prima volta in Lega Pro. I rossoblù accedono ai play-off, dove vengono eliminati in semifinale dal Fondi, piazzatosi quinto nella stagione regolare.
Per la stagione 2016-2017 viene ingaggiato il tecnico Aldo Papagni, già due volte alla guida del Taranto, con all'attivo una promozione in C1, un play-off promozione in B e un secondo posto in D. Francesco Dellisanti, anch'egli in passato allenatore degli ionici, diventa Responsabile dell'Area Tecnica. Aldo Roselli entra nei quadri dirigenziali con la carica di Direttore Generale. La società presenta domanda di ripescaggio in Lega Pro, la seconda della gestione Zelatore-Bongiovanni, questa volta andata a buon fine. Il ritorno in Lega Pro dei rossoblù, ripescati a completamento organici, avviene ufficialmente il 4 agosto 2016 dopo ben quattro anni di assenza dalla terza serie italiana.
Il girone meridionale si presenta molto competitivo, con diverse sfide affascinanti che evocano vecchi ricordi. L'obiettivo stagionale è quello di raggiungere una tranquilla salvezza. L'inizio nel campionato professionistico è soddisfacente, con la squadra che nelle prime giornate si piazza nella zona medio-alta della classifica, ma dopo alcune prestazioni poco convincenti cominciano i primi strascichi. All'indomani della sconfitta di Catanzaro dell'ottava giornata l'allenatore Papagni, alla soglia delle 100 presenze sulla panchina ionica, viene esonerato.
In sua sostituzione viene scelto Fabio Prosperi, ex difensore e capitano storico del Taranto, al suo esordio su una panchina di prima squadra. Inizialmente allena grazie a una deroga, essendo sprovvisto di patentino per poter allenare in Lega Pro, e viene successivamente affiancato da Pantaleo De Gennaro dopo le dimissioni di Dellisanti per motivi personali. In società viene chiamato l'esperto dirigente Fabrizio De Poli nel ruolo di General Manager, con il compito di rinforzare la rosa durante il mercato di riparazione. Tuttavia il rendimento della squadra dopo l'avvicendamento in panchina non porta i suoi frutti e i risultati sono sempre più negativi: gli ionici si ritrovano nei bassifondi della classifica in piena lotta per non retrocedere. Nel mese di gennaio ci sono vari acquisti e cessioni, ma alla chiusura del mercato di riparazione la rosa sembra essersi più indebolita che rinforzata.
Dopo la ventiquattresima giornata, nel derby contro la Fidelis Andria, dove il Taranto esce sconfitto per 2-1 nei minuti finali, la società prende la decisione di un nuovo cambio in panchina. Prosperi-De Gennaro vengono esonerati e in loro sostituzione viene ufficializzato l'ingaggio di Salvatore Ciullo. Il primo impegno del neo tecnico è proibitivo: allo Iacovone arriva la capolista Foggia, per un'altra sfida molto sentita dai tifosi per via della rivalità. Contro ogni pronostico della vigilia, però, i rossoblù vincono per 2-0 e nelle giornate successive, sulle ali del ritrovato entusiasmo, arrivano altri risultati positivi che portano il Taranto fuori dalla zona play-out. In città si inizia a credere di poter raggiungere la salvezza più agevolmente. Dopo questa striscia positiva arrivano, però, due sconfitte negli scontri diretti contro Akragas e Messina. Nelle ore successive alla sconfitta di Messina, il 22 marzo 2017, dopo la ripresa degli allenamenti, viene denunciato l'episodio di un gruppo di persone che aggrediscono fisicamente i calciatori rossoblù, facendo irruzione nel campo B dello Iacovone. I più bersagliati sono il portiere Roberto Maurantonio e i difensori Mariano Stendardo ed Errico Altobello. I tre calciatori presentano dei certificati medici con prognosi di diverse settimane e la loro esperienza a Taranto finisce di fatto dopo questo spiacevole avvenimento. La squadra, sotto shock, accusa un crollo nell'ultimo mese e mezzo di campionato e chiude addirittura all'ultimo posto in classifica, con conseguente retrocessione in Serie D con una giornata di anticipo. Dura dunque una sola stagione il ritorno degli ionici tra i professionisti e si conclude una delle annate più negative e turbolente del calcio tarantino, nell'anno in cui si celebrano i 90 anni del club.
Dopo l'amara retrocessione, il duo Zelatore-Bongiovanni, nonostante i malumori della tifoseria, decide di restare alla guida del Taranto, programmando rapidamente la stagione 2017-2018 con l'ingresso nella dirigenza dell'imprenditore umbro Roberto Damaschi. Come direttore sportivo viene scelto Luigi Volume, già dirigente ionico durante la gestione Nardoni. Nel ruolo di allenatore viene ingaggiato Francesco Cozza. Il 26 luglio 2017 i soci di maggioranza comunicano la decisione di mettere il club in vendita al prezzo simbolico di un euro, a causa del perdurare del clima di sfiducia di una parte della tifoseria nei loro confronti. Nei giorni successivi, dopo aver ricevuto attestati di stima, decidono di tornare sui propri passi e di proseguire la gestione del club. Il 17 agosto 2017 il direttore generale Aldo Roselli, in procinto di acquisire il 2% delle quote societarie, rassegna le dimissioni per divergenze con la proprietà. La rosa viene completamente rivoluzionata, con l'intento di centrare una pronta risalita nei professionisti. Il Taranto, per la decima volta nella propria storia, partecipa al massimo campionato dilettantistico.
Dopo aver perso in casa contro la Sarnese e di aver racimolato tre punti nelle prime tre giornate di campionato, viene deciso di sollevare dall'incarico l'allenatore Francesco Cozza e di chiamare al suo posto Michele Cazzarò, che torna nuovamente ad allenare il Taranto. In seguito a tale decisione, l'imprenditore Damaschi interrompe il rapporto di collaborazione con Zelatore-Bongiovanni.
Il rapporto tra società e tifoseria, già da tempo compromesso a causa della decisione, tra gli altri, dei gruppi organizzati del tifo di disertare le gare casalinghe in segno di protesta, con il passare delle settimane diventa sempre più insostenibile. La squadra ne risente sul campo, allontanandosi, dopo sole poche giornate di campionato, dalle zone alte della classifica. Conseguentemente sono esclusi alcuni calciatori non ritenuti più utili al progetto tecnico. L'A.P.S. Fondazione Taras 706 a.C., all'indomani del Consiglio di Amministrazione del Taranto svoltosi il 17 ottobre 2017, rende pubblica la disponibilità dei soci di maggioranza di cedere le proprie quote societarie, impegnandosi a intavolare un dialogo con gli interlocutori più attendibili.

#### Il ritorno di Giove (2017-2025)
Il 24 ottobre 2017, dopo alcune manifestazioni di interesse, tramite un comunicato ufficiale il duo Zelatore-Bongiovanni annuncia di aver raggiunto l'accordo con Massimo Giove per la cessione delle quote del Taranto di loro proprietà (92%). L'accordo viene siglato tre giorni dopo da un notaio. L'imprenditore tarantino, già socio di minoranza del Taranto di Pieroni, torna a ricoprire la carica di presidente del sodalizio ionico dopo 15 anni. Il nuovo proprietario avvia un percorso di normalizzazione, tentando di riavvicinare la tifoseria delusa alla squadra. Incontra dapprima i gruppi organizzati del tifo, i quali, pur non osteggiando il nuovo corso, mostrano scetticismo e freddezza a causa dei trascorsi di Giove nella società di Pieroni, che aveva mancato in modo controverso la promozione in Serie B nella finale dei play-off del 2001-2002 contro il Catania. Nei primi mesi non sono idilliaci neanche i rapporti con il direttivo della Fondazione Taras, per via di alcune incomprensioni sul reale progetto che ha in mente il presidente per il club. Nel mercato di riparazione la squadra viene in parte rivoluzionata e, grazie ai nuovi innesti, migliora nel gioco e nei risultati. Sono adottati prezzi popolari in occasione degli incontri più importanti per invogliare la gente a tornare allo stadio. Sul versante societario comincia, invece, l'opera di ristrutturazione interna, con la rimozione dall'incarico del direttore sportivo Luigi Volume, sostituito dall'avvocato Gino Montella, già dirigente del Taranto durante la prima esperienza di Giove come presidente. Il Taranto, pur non riuscendo a rientrare nella lotta per la promozione, chiude il campionato al quarto posto, qualificandosi di conseguenza ai play-off. Nella semifinale affronta in trasferta l'Altamura, piazzatosi davanti al Taranto di un punto nella stagione regolare. In terra murgiana i rossoblù si impongono per 2-0 e si qualificano per la finale. Nell'atto conclusivo della stagione il Taranto è impegnato contro la Cavese, reduce dal secondo posto in campionato. In Campania i tarantini vengono sconfitti per 3-1. La Cavese si aggiudica dunque la vittoria dei play-off del girone H.
Il presidente Giove torna rapidamente operativo per programmare la stagione 2018-2019. Dopo un periodo di riflessione viene deciso di confermare Michele Cazzarò alla guida del Taranto. Le aspettative sono sempre alte e le intenzioni sono di disputare una stagione da protagonisti, tentando il salto di categoria. Vengono trattenuti diversi calciatori che si sono messi in luce nell'ultimo campionato, con l'aggiunta di un mix di giovani promettenti ed esperti. Tuttavia, il 27 agosto 2018, a poche settimane dall'inizio del campionato, la società, a causa di prestazioni poco convincenti della squadra durante le amichevoli estive e il sofferto passaggio del turno in Coppa Italia di Serie D, annuncia il cambio della guida tecnica, esonerando dall'incarico l'allenatore Cazzarò. In sua sostituzione viene scelto Luigi Panarelli, anch'egli tarantino ed ex calciatore rossoblu, reduce dall'esperienza alla guida dell'Altamura, dove ha ottenuto una promozione in Serie D.
Il campionato dei rossoblù comincia con un pareggio casalingo contro il neopromosso Bitonto, ma alla 6ª giornata dopo un filotto di risultati positivi si ritrovano al primo posto in solitaria. Tale posizione viene mantenuta solamente una giornata, poiché nella gara successiva casalinga contro la Fidelis Andria sotto una pioggia battente e su un campo ai limiti della praticabilità, gli ionici escono sconfitti per 3-1. Tra ottobre e novembre il Taranto subisce una flessione, perdendo terreno dalle dirette concorrenti alla lotta promozione. A dicembre la società, non soddisfatta dall'andamento della stagione, decide di intervenire sul mercato rinforzando la squadra con elementi soprattutto esperti e di cedere quelli non ritenuti più utili al progetto tecnico. La squadra ne giova, e tra la fine del girone di andata e l'inizio del girone di ritorno, il Taranto rifila una striscia di 8 vittorie consecutive (record nel dopoguerra), e rientra prepotentemente nella lotta promozione. Il filotto di vittorie si interrompe nella trasferta di Andria dove in un clima molto acceso riesce a strappare un pareggio nei secondi finali del match. Nella settimana successiva, Il 21 febbraio 2019, come un fulmine a ciel sereno, viene comunicata la decisione del Tribunale Federale Nazionale di comminare alla compagine tarantina un punto di penalizzazione in classifica da scontare nella stagione in corso e l'inibizione di 3 mesi per il presidente Massimo Giove. La vicenda riguarda dei mancati pagamenti di emolumenti a tre calciatori che militavano nel Taranto nella stagione 2016-2017. La società annuncia immediatamente ricorso per tale decisione, ritenendosi non responsabile alla presunta inadempienza e di aver sempre rispettato le regole. Durante l'attesa per l'esito del ricorso, la squadra subisce una sconfitta esterna contro il Gravina che complica non poco i piani per la vittoria finale del campionato. Il 21 marzo 2019, la Corte D'Appello Federale annuncia di aver accolto parzialmente il ricorso del sodalizio ionico, restituendogli il punto in classifica ma sanzionando con l'inibizione il presidente Massimo Giove per 2 mesi con un'ammenda di 1 000 euro. Il Taranto si porta a -6 dal primo posto e ottiene poi due vittorie, ma alla 30ª giornata subisce una sconfitta esterna a Francavilla in Sinni che compromette le ambizioni di vittoria finale. Alla terzultima giornata il Taranto, ormai aritmeticamente fuori dalla lotta promozione, affronta in trasferta la sorpresa AZ Picerno, a cui basta un punto per la promozione. Durante il rientro negli spogliatoi per l'intervallo, tre calciatori del Taranto vengono aggrediti fisicamente da uno steward riconducibile alla società lucana e condotti in ospedale. Dopo molta attesa, in un clima teso, si decide di proseguire la gara, che termina a reti inviolate, con il Picerno che conquista la prima storica promozione in Serie C. Nell'immediato dopo gara, per i fatti avvenuti alla fine del primo tempo, la società del Taranto preannuncia ricorso per richiedere la vittoria a tavolino, ma il giudice sportivo omologa il risultato e sanziona il Picerno con una giornata di squalifica dell'impianto casalingo e con un'ammenda di 3 000 euro. All'attaccante ionico Antonio Croce vengono invece inflitte tre giornate di squalifica per aver reagito all'aggressione subita da alcuni compagni di squadra. La società del Taranto presenta ricorso d'urgenza alla Corte Federale d'Appello, presentando una documentazione più dettagliata sull'accaduto. L'esito, annunciato il 3 maggio 2019, è la convalida del risultato dell'incontro, con la penalizzazione di 3 punti in classifica del Picerno, mentre è ridotta a 2 giornate la squalifica dell'attaccante Antonio Croce. I rossoblù restano terzi e comunque impossibilitati a raggiungere la vetta, trovandosi a -4 dai lucani ad una sola giornata dal termine del campionato. Nell'ultima giornata il Taranto perde in trasferta per 2-1 contro il Sorrento e chiude al terzo posto con 71 punti nel girone H della Serie D, qualificandosi ai play-off. In semifinale affronta allo Iacovone il Bitonto si impone per 2-1, ottenendo l'accesso alla finale contro il Audace Cerignola, classificatosi secondo in campionato. I foggiani dominano la gara e battono i rossoblù per 5-1, risultato che causa l'esonero dell'allenatore Panarelli.

### Anni duemilaventi

#### Verso la risalita in Serie C
Il presidente Giove, sicuro di aver posto finalmente le basi per il salto di categoria grazie anche al lavoro svolto dal direttore generale Montella che ha riportato entusiasmo nella piazza, ingaggia come nuovo allenatore Nicola Ragno, specialista di promozioni e accolto con grande entusiasmo dalla tifoseria, mentre il nuovo direttore sportivo diventa Franco Sgrona. L'ambizione non tanto nascosta è quella di provare a vincere il campionato. Viene allestita una squadra molto competitiva, in grado di giocarsela per la vittoria finale, con la conferma di buona parte dei big della stagione precedente. Si registra tra gli altri il ritorno di Giuseppe Genchi, dove nella sua prima esperienza in riva allo Ionio ha siglato oltre 50 reti in due stagioni, rientrando di diritto tra i bomber più prolifici della storia del club. Ma l'inizio di campionato per i rossoblu si presenta al di sotto delle aspettative, perdendo in casa nei minuti finali per 1-0 alla 1ª giornata nel derby contro il Brindisi. Il rendimento della squadra resta altalenante, e dopo la netta sconfitta in trasferta per 3-0 contro il Bitonto all'8ª giornata, la società prende la decisione di sollevare dall'incarico l'allenatore Ragno, con un bilancio di 4 vittorie e 4 sconfitte. 
Lo rimpiazza il rientrante Panarelli, a cui viene nuovamente affidata la guida tecnica. La squadra reagisce, e il cambio in panchina sembra dare gli effetti sperati, ottenendo 4 vittorie consecutive, ma successivamente ricade in un trand di risultati negativi e si allontana dalla lotta per la promozione. Il 1º dicembre 2019 il presidente Massimo Giove, dopo la sesta sconfitta in campionato, sul campo del Fasano, rassegna le proprie dimissioni, poi successivamente ritirate. La troppa tensione in società inizia a mietere le prime vittime: prima il ds Sgrona dove al suo posto viene ingaggiato Vincenzo De Santis, poi prima della sosta natalizia lascia anche il Direttore Generale Montella, ormai inviso da una parte della tifoseria forse pagando anche colpe non sue. La società decide di ridimensionare i programmi, e durante il mercato di riparazione cede alcuni dei migliori calciatori in rosa, tra cui a sorpresa anche il capitano Stefano D'Agostino. Nell'ambiente c'è ormai scoramento, e le presenze allo stadio sono sempre più poche. I gruppi organizzati cominciano una contestazione ad oltranza contro il presidente, ed anche il neo ds De Santis è vittima di azioni intimidatorie. Il 9 marzo 2020 vengono sospesi tutti i campionati per la pandemia di COVID-19. I campionati di serie D vengono ufficialmente dichiarati conclusi l'8 giugno dal Consiglio federale. Il Taranto si piazza al 6º posto con 40 punti totalizzati in 26 giornate.
Per la stagione 2020-2021 il presidente Giove decide di affidare la gestione tecnica a Danilo Pagni, salvo poi quest'ultimo risolvere il contratto per motivi personali. In sua sostituzione viene scelto Francesco Montervino, già direttore sportivo nella città dei due mari durante le gestioni Campitiello e Zelatore-Bongiovanni. Si registra anche il ritorno di Vittorio Galigani nel ruolo di consulente esterno della società. La panchina viene affidata al giovane tecnico Giuseppe Laterza, reduce da sei anni molto positivi alla guida del Fasano portandolo dalla Promozione alla Serie D. La rosa viene in buona parte rivoluzionata. Pochi calciatori della stagione precedente vengono riconfermati, e nonostante lo scetticismo generale sul reale valore della rosa allestita e di una parte della tifoseria che chiede con fermezza un immediato cambio di proprietà, le ambizioni sono sempre quelle di disputare un campionato importante e giocarsela per le prime posizioni, mantenendo un basso profilo. 
A causa della pandemia di COVID-19, il proseguimento del campionato rischia più volte di essere compromesso, ma nonostante ciò la squadra riesce a ben figurare durante l'avvio di stagione trovandosi stabilmente in zona play-off. Il 23 dicembre, dopo una vittoria di misura a Nardò, chiude il 2020 calcistico capolista con Sorrento e Casarano. All'inizio del nuovo anno, con una nota stampa, il club rossoblù comunica la positività al COVID-19 di alcuni componenti del gruppo squadra. Il numero degli esiti positivi è superiore a quanto previsto in materia dalla LND, e di conseguenza la società fa richiesta di rinvio delle due gare previste da calendario. La situazione continua a perdurare nelle settimane successive, e vengono rinviate ulteriori due gare di campionato. Dopo oltre un mese di inattività, la squadra torna in campo il 31 gennaio in occasione della trasferta di Altamura valevole per 14ª giornata. Nel mercato di riparazione si registrano alcune operazioni in entrata e in uscita, tra cui su tutti spicca l'ingaggio di Fernando Tissone, esperto centrocampista argentino con un passato nella massima serie italiana e in campionati esteri. 
Nonostante la lunga sosta forzata, la squadra non ne risente sul campo, e comincia ad inanellare risultati positivi in serie. La sconfitta esterna contro il Bitonto può definirsi episodica, dato che la squadra, acquisiti i dettami tattici di mister Laterza, appare convincente. Tra febbraio e marzo vengono recuperate le quattro gare dei rossoblù rinviate per via del COVID: la squadra riesce ad ottenere due vittorie e due pareggi, risultati che portano il Taranto da solo in testa alla classifica, con un discreto vantaggio sulle inseguitrici. Quando l'avversario principale per il salto di categoria sembrava il Casarano, si fa avanti con decisione l'AZ Picerno, reduce da una lunga serie di risultati positivi; i lucani allungano sulle dirette concorrenti, mettendo pressione al Taranto, e paiono lanciate verso un duello finale molto sentito, anche a causa delle frizioni tra i due club risalenti ad un paio di stagioni prima. Il campionato volge quindi alle battute conclusive. Tra la fine di aprile e gli inizi di maggio il Taranto subisce un calo, dovuto ai tanti impegni che la squadra ha affrontato nella seconda parte del campionato e ad alcune indisponibilità di calciatori che hanno concluso anzitempo la stagione, riducendo le scelte del tecnico Laterza, costretto in alcune circostanze, per far fronte agli infortuni, a dover adattare calciatori in ruoli differenti dal solito. L'inaspettata sconfitta interna contro il Portici alla 29ª giornata porta il Picerno ad accorciare le distanze dal primo posto a quattro lunghezze, con una gara da recuperare. Nella tifoseria tarantina cominciano a trasparire le prime preoccupazioni e il timore di subire un'altra delusione, ma già la domenica seguente la squadra ottiene una preziosa vittoria esterna sul campo del Molfetta, successo che, unito al contemporaneo pareggio del Picerno, conduce il Taranto ad un parziale +6 in classifica. Tre giorni dopo la squadra melandrina vince in scioltezza il recupero della 28ª giornata e si porta a 3 punti dal primo posto a quattro giornate dal termine. La distanza si riduce ulteriormente dopo la terzultima giornata, quando i rossoblù pareggiano in trasferta contro il FC Francavilla e vedono il Picerno avvicinarsi in classifica (i lucani sono distanti un solo punto). Alla penultima giornata ospite del Taranto è il Audace Cerignola. L'ultimo impegno casalingo della stagione coincide con il ritorno del pubblico allo Iacovone dopo oltre un anno, anche se in minima parte per le restrizioni da COVID-19. Gli ionici iniziano il match con il piglio giusto e portano a casa la vittoria con il risultato di 4-2, che permette di restare in testa alla classifica con un punto di vantaggio in vista dell'atto conclusivo della stagione. Il 13 giugno 2021 il Taranto è impegnato sul campo neutro di Venosa per la sfida contro il Lavello, compagine in lotta per un posto nei play-off, mentre i rossoblù devono necessariamente vincere per essere certi della promozione. Il match non parte per il verso giusto, con il Lavello che passa in vantaggio nei primi 20 minuti. La squadra tarantina non si abbatte e ribalta lo svantaggio iniziale, tanto che al termine del primo tempo il risultato è di 1-2 per il Taranto. Il secondo tempo vede i padroni di casa pervenire al pareggio, ma a pochi minuti dal termine arriva il terzo gol pugliese; il risultato finale è di 2-3 per il Taranto, che con 69 punti si posiziona al primo posto del girone H, ottenendo così la promozione in Serie C dopo quattro anni di assenza dal calcio professionistico. L'ultima promozione sul campo risaliva a quindici anni prima; inoltre dopo un ventennio il Taranto torna a chiudere un campionato al primo posto.

#### Gli anni in Serie C, la nuova crisi societaria e l'esclusione dal campionato
Per la stagione 2021-2022 viene confermato lo staff dirigenziale della precedente stagione. Al primo anno in Serie C dopo diverse stagioni trascorse tra i dilettanti, gli ionici, facendo fronte a varie difficoltà, riescono a centrare l'obiettivo della salvezza con due giornate di anticipo. I rossoblù disputano un campionato a due facce: il girone d'andata, totalmente al di sopra delle aspettative, viene chiuso con 27 punti in classifica, mentre il girone di ritorno è tribolato, con 2 vittorie, 7 pareggi e 7 sconfitte. Alla vigilia dell'ultima giornata di campionato il presidente Giove decide di esonerare il direttore sportivo Francesco Montervino nonostante gli obiettivi prefissati all'inizio della stagione siano stati raggiunti dalla società.
Per la stagione 2022-2023 il tecnico Laterza viene confermato alla guida del Taranto, essendo legato al club da un altro anno di contratto, ma dopo qualche settimana prende l'improvvisa decisione di voler lasciare l'incarico manifestando alla dirigenza la voglia di intraprendere un nuovo percorso professionale, che successivamente si identifica nel Monopoli. Il tecnico fasanese lascia così dopo due stagioni il club rossoblù dove ha conquistato una promozione in Serie C e una difficile salvezza in terza serie, una delle pagini più importanti della storia calcistica recente in riva allo Ionio, ma non solo, considerando che l’ultimo allenatore che aveva guidato il Taranto per due stagioni consecutive dall'inizio alla fine fu Raffaele Costantino nel biennio 1952-1954. Successivamente il presidente Giove insieme a Nicola Dionisio, che nel frattempo è stato designato come nuovo ds, nominano come suo successore l'esperto Nello Di Costanzo, ricreando così la coppia che nella stagione da poco conclusa ha ottenuto una miracolosa salvezza in Serie D nelle file del Brindisi. 
Nel mercato estivo si cerca di allestire una squadra in grado di ottenere una salvezza più agevole rispetto all'ultima annata. Ma il campionato comincia nel peggiore dei modi, con i rossoblù che subiscono nelle prime due giornate delle sonore sconfitte contro Monopoli e Catanzaro, con 7 gol subiti all'attivo ed uno solo realizzato (su rigore). Alla luce di un inizio così disastroso e con i primi malumori della tifoseria che manifestano tutto il loro disappunto, il presidente Giove prende la decisione di sollevare dall'incarico sia il ds Dionisio che l'allenatore Di Costanzo. 
In loro sostituzione vengono scelti il ds Luca Evangelisti e l'allenatore Ezio Capuano. Per entrambi si tratta di un ritorno. Il primo aveva già ricoperto tale ruolo durante la presidenza Blasi, mentre il vulcanico allenatore campano ma originario di Pescopagano era già stato alla guida tecnica del Taranto all'inizio della stagione 2001-2002 proprio quando Giove ha ricoperto la prima volta la carica di presidente del club nel primo biennio della gestione Pieroni. I gruppi organizzati del settore più caldo dello stadio, in aperta contestazione contro Giove, in segno di protesta annunciano la decisione di disertare le gare casalinghe e di presenziare solo in trasferta. 
Nonostante un andamento abbastanza altalenante il cambio in panchina dà i suoi frutti, con il Taranto che trova una quadra in campo grazie anche a qualche innesto tra gli svincolati, e chiude il girone d'andata con 26 punti. 
Il girone di ritorno è contrassegnato da una difesa granitica e un attacco poco incisivo da parte dei rossoblù, con diverse partite che terminano a reti bianche, e nonostante le poche vittorie (solamente tre in 19 giornate) grazie anche ai ripetuti passi falsi delle inseguitrici racimola i punti necessari non entrando mai in zona playout e ottiene l'aritmetica salvezza con due giornate di anticipo, e vista la classifica corta può anche ambire per un piazzamento playoff. Ma nelle ultime due giornate il Taranto non va oltre il pareggio contro Monterosi Tuscia e Messina e chiude il campionato all'11º posto con 46 punti a pari merito con Juve Stabia e Giugliano, restando così fuori dai playoff per la classifica avulsa peggiore con la Juve Stabia, che quindi occupa l’ultimo posto utile all’accesso agli spareggi per la Serie B.
Per la stagione 2023-2024 le ambizioni sono quelle di alzare l'asticella e di allestire un organico in grado di ottenere un piazzamento playoff. Dopo circa un mese dal termine del campionato, la società comunica la conferma alla guida del Taranto di Capuano, che sottoscrive un accordo dalla durata triennale, dove ricopre non solo il ruolo di allenatore ma anche di responsabile dell'area tecnica. Una sorta di manager all'inglese, tant'è che Giove gli concede pieni poteri. Questo doppio incarico di conseguenza esclude la conferma di Evangelisti, che trova l'accordo per la risoluzione consensuale del contratto. Il ds paga alcune scelte operate nel mercato di gennaio, dove la squadra nel girone di ritorno si era pericolosamente avvicinata alla zona playout. La sessione estiva di calciomercato porta in dote ai rossoblù calciatori esperti con un passato anche in categorie superiori, e con le conferme su tutti del portiere Vannucchi e del difensore Antonini, nonostante le tante richieste pervenute alla società. I rossoblù rappresentano una delle mine vaganti del torneo, a tal punto che Capuano alla vigilia del campionato si espone, dichiarando che se non venisse raggiunto l'obiettivo prefissato, cioè un piazzamento nella griglia playoff, avrà fallito. I gruppi organizzati della curva nord, dopo un anno di assenza ritornano allo stadio per amore della maglia, ribadendo altresì la loro posizione contro la società. 
All'esordio, con quasi 10.000 spettatori sugli spalti, arriva la vittoria nel derby con il Foggia (2-0), dove nel post partita fa scalpore l'incendio appiccato dai tifosi ospiti nel settore a loro dedicato.  A causa di ciò, lo stadio diventerà inagibile per quasi due mesi, con il presidente Giove che in una lettera rivolta ai tifosi descrive tutta la sua amarezza attaccando il Foggia, la Lega Pro e il sindaco di Taranto, e annuncia le sue dimissioni, che ritira a distanza di qualche giorno. Nonostante tutto il Taranto riesce a strappare alcune vittorie importanti, contro il Monterosi Tuscia a Teramo e a Taranto - seppur senza pubblico - contro il Crotone. Pubblico che tornerà allo Iacovone in occasione di Taranto-Turris, match vinto per 3-1 dai padroni di casa. Quattro giorni dopo il sodalizio tarantino vince per 1-2 in casa della Virtus Francavilla, grazie a un gol al 95º minuto di Zonta. Il Taranto giocherà nuovamente dopo tre giorni, in casa, contro il Messina, davanti a quasi 7.000 spettatori, vincendo 2-0, ritrovandosi così al 4º posto in classifica a quattro lunghezze dalla vetta, grazie a quattro vittorie ottenute nelle ultime cinque giornate. Il 6 novembre, allo Iacovone, i rossoblù affrontano proprio la prima in classifica, la Juve Stabia, davanti a quasi 11.000 spettatori: successo degli stabiesi per 0-2. Nella partita successiva, al "Viviani" di Potenza, si è affronta il Sorrento, con i rossoblù sconfitti per 1-0: Si torna a vedere i tre punti in occasione del derby casalingo contro il neopromosso Brindisi, vinto per 1-0. Seguiranno una sconfitta, in casa, contro la Casertana (malgrado la superiorità numerica per gran parte dell'incontro), una vittoria in quel di Potenza contro i rossoblù lucani (1-2), il successo allo Iacovone contro il Monopoli (1-0) e un punto sgraffignato dal Partenio nella sfida contro l'Avellino. Il 23 dicembre terza affermazione casalinga consecutiva, per 2-0 contro il Latina: È la decima vittoria in campionato per i rossoblù che riescono a chiudere il girone d'andata al 5º posto con 33 punti. Dopo la pausa natalizia, il 2024 - e il girone di ritorno - comincia nel migliore dei modi, per merito di un successo di misura (1-2) nel derby allo Zaccheria di Foggia contro i dauni. Nella successiva giornata i ragazzi di mister Capuano affrontano il Picerno, in una partita ben giocata terminata sul risultato di 1-1. Nel mentre, la sessione invernale di calciomercato vede le cessioni (tra gli altri) di Matias Antonini, Pietro Cianci e Antonio Romano, approdati rispettivamente a Catanzaro, Catania e Giugliano. Per tutta risposta, gli ionici mettono a segno degli acquisti, tra i quali quelli di Christian Travaglini, in prestito dal Cagliari, di Michael De Marchi dal Padova, di Mirko Miceli dalla Turris (prestito con diritto di riscatto) di Federico Valietti in prestito secco dal Genoa e di Simone Simeri, anch'egli con la formula del prestito secco, dal Bari. Dopo sei risultati utili consecutivi, il Taranto perde per 1-0 contro il Messina in terra sicula: i rossoblu non perdevano in campionato dal 27 novembre. Nella successiva giornata, i rossoblù affrontano il Benevento, davanti a circa 5000 spettatori, pareggiando per 2-2. Arriveranno, poi, alcuni successi allo scadere tra le mura amiche, contro Monterosi Tuscia e Giugliano. Dopo il pari in Calabria contro il Crotone, allo Iacovone arrivano altri tre punti contro il Catania (1-0). I rossoblù continuano la loro striscia positiva andando a conquistare un punto a Torre del Greco contro la Turris, e non si fermano neanche contro la Virtus Francavilla: 1-0 in zona Cesarini. All'indomani del match, il 7 marzo 2024, tuttavia, tramite un comunicato stampa viene alla luce il deferimento dal Tribunale Federale Nazionale nei confronti del Taranto con rischio di sanzioni, dove la società dichiara che la causa sia derivata da problematiche tecnico-informatiche nel generare la documentazione. Nelle ore successive arriva l'ufficialità: i rossoblù vengono puniti per un illecito amministrativo con il decurtamento di 4 punti in classifica e l'inibizione di quattro mesi per Salvatore Alfonso, amministratore unico del club: un fulmine a ciel sereno per la squadra ionica e in generale per tutto l'ambiente tarantino, che in una stagione dove è tornato l'entusiasmo ricevono questa inaspettata notizia, cominciando a temere di rivivere problematiche societarie di passate gestioni. Successivamente, il Taranto si trova a giocare in trasferta contro la Juve Stabia, prossima al salto di categoria: la partita viene vinta dai padroni di casa per 2-1. Nonostante tutto, il Taranto è comunque quinto in classifica a cinque lunghezze dalla terza posizione. Successivamente, giungeranno quattro punti in due partite: uno in casa contro il Sorrento e tre al Franco Fanuzzi di Brindisi contro gli ultimi della classe. Nella partita successiva l'ultima battuta d'arresto contro la Casertana (1-0), prima di un filotto di quattro vittorie consecutive: a Taranto, 2-0 contro il Potenza, a Monopoli - per 1-2 - a Taranto contro l'Avellino, e a Latina, all'ultima giornata, sempre per 1-2, contro i pontini. Forti (anche) di codesti risultati, i rossoblù occuperebbero il 2º posto in classifica alle spalle della Juve Stabia, approdando ai playoff direttamente dal secondo turno della fase nazionale, in virtù dei 69 punti ottenuti sul campo (pari con l'Avellino, ma davanti per il criterio principe degli scontri diretti), e invece - dopo il respingimento di un ulteriore ricorso al Collegio di Garanzia del Coni, che ha posticipato l'inizio dei playoff di qualche giorno, la squadra rossoblu inizierà la sua giostra dei sogni (metonimia coniata da mister Capuano) dal primo turno del girone, in virtù del 5º posto in classifica con 65 punti. La prima sfida è quella contro il Latina, affrontato peraltro all'ultima giornata in trasferta. Questa volta, teatro dello scontro è uno Iacovone gremito: il Taranto, davanti a quasi diecimila spettatori, pareggia a reti bianche e approda al turno successivo grazie al miglior piazzamento della regular season (5° contro 10°). Al secondo turno, ultimo scoglio prima della fase nazionale, l'avversario è il Picerno. Anche in questo caso, davanti a uno Iacovone quasi esaurito, è sufficiente un altro 0-0 per passare il turno (grazie al miglior piazzamento in campionato, (5° contro 6°). I rossoblù si guadagnano così l'accesso al primo turno della fase nazionale, questa volta senza essere testa di serie: questo significa che per approdare al secondo turno sarebbe necessario vincere nell'arco dei 180 minuti a disposizione, con partita di ritorno in casa della testa di serie, alla quale è sufficiente pareggiare. L'avversario stabilito dal sorteggio è il L.R. Vicenza, terzo nel Girone A e imbattuto dal 20 gennaio. La partita d'andata, disputata in uno Iacovone sold out, vede la prima sconfitta casalinga degli ionici dal mese di novembre, con il risultato di 0-1 in favore dei berici. Servirebbe vincere con due gol di scarto a Vicenza, ma il Taranto non riesce nell'impresa, totalizzando il terzo 0-0 dei suoi playoff, risultato che sancisce l'eliminazione dei rossoblù. Il giudice sportivo, poi, a seguito di diversi incidenti verificatisi nel corso dell'incontro, punisce la società con 15.000 euro di multa (corretti a 20.000 dopo il ricorso degli ionici) e l'obbligo di disputare le due successive partite casalinghe a porte chiuse.
Dopo un campionato straordinario macchiato dalla penalizzazione che ha condizionato il percorso del Taranto nel finale di stagione, impedendo così alla compagine jonica di disputare i playoff da secondi in classifica, lasciando non pochi rimpianti nell'ambiente rossoblu, Giove e Capuano dopo diverse settimane di riflessione decidono comunque di proseguire il loro rapporto professionale, forte anche di un contratto in essere valido per altre due stagioni dell'allenatore di Pescopagano. Entrambi in occasione della conferenza stampa di apertura della stagione 2024-2025 smentiscono le voci circolate di presunti dissapori che si sarebbero creati tra di loro, manifestando l’intenzione di voler disputare un altro campionato ambizioso, che verrà allestita una rosa competitiva nonostante la perdita di qualche tassello della stagione precedente e che è garantita la disponibilità dello stadio che sarà oggetto di lavori di ristrutturazione. Successivamente il consulente esterno della società Vittorio Galigani annuncia l'interruzione del rapporto con il Taranto dopo una collaborazione durata 4 anni, poiché è venuta meno la condivisione del progetto. Vengono ingaggiati dei calciatori validi per la categoria, che sembrano confermare i buoni propositi della società di voler disputare un campionato di vertice. Ma improvvisamente la sera del 31 luglio, quando la squadra si appresta a terminare il ritiro in quel di Viggiano, il Presidente del club Massimo Giove, in polemica con l'Amministrazione Comunale per la gestione dei lavori di ristrutturazione dello stadio Erasmo Iacovone in vista dei XX Giochi del Mediterraneo, dato il comunicato del giorno precedente che annunciava che l'impianto sarebbe stato disponibile per la stagione 2024-2025 solo fino al 30 settembre (in contrasto con quanto internamente pre-accordato, ovvero fino alla fine di novembre), decide di dimettersi dalla carica di Presidente, comunicando tramite lettera alla città il disimpegno dalla gestione economico-finanziaria della società stessa. Il giorno dopo non viene rispettata la scadenza federale per il pagamento di stipendi e incentivi all’esodo di giugno 2024, e di conseguenza, al Taranto sarà inflitta una sanzione tramutata in punti di penalizzazione in classifica nell'imminente campionato. Dopo questo caos societario dove il Presidente Giove conferma il suo disimpegno dal Taranto, e che chi sarà interessato a subentrare potrà avanzare richiesta direttamente alla segreteria della società, inizia una fuga dei componenti del gruppo squadra, con la conseguenza risoluzione contrattuale e cessione di molti giocatori importanti, tra cui anche i nuovi acquisti appena arrivati. Il 5 agosto mister Capuano e il suo vice Cosimo Zangla non si presentano alla ripresa degli allenamenti, programmata nel pomeriggio. Entrambi inviano al club un certificato medico, lamentando di non essere in grado di gestire il lavoro. La squadra viene momentaneamente affidata all'allenatore della Primavera 3 Michele Cazzarò. Il 7 agosto la società ufficializza la nomina di Fabrizio Lucchesi come nuovo Direttore Generale del club rossoblu. Nella conferenza stampa di presentazione, l'esperto dirigente toscano dichiara che svolgerà un'attività tecnico-sportiva ma anche di carattere gestionale-amministrativa, e che il suo primo obiettivo è quello di traghettare la società da una proprietà ad una nuova, ma per farlo bisognerà renderla appetibile, autofinanziandosi con le proprie risorse. Il Taranto nel frattempo debutta nel primo turno di Coppa Italia Serie C, con una squadra largamente rimaneggiata imbottita di Primavera, perdendo 6-0 in casa del Benevento. Nei giorni successivi alla partita di Benevento, Capuano e il suo vice prorogano la scadenza dei loro certificati medici. Tale avvenimento comporta quindi l'esonero di Capuano, che lascia dopo 2 stagioni gli ionici, e contestualmente anche l’esonero del suo vice Zangla. Il 17 agosto viene affidata la panchina a Carmine Gautieri, che firma un contratto annuale con opzione di rinnovo annuale in caso di salvezza. Il 16 Ottobre 2024, data ultima prevista per il pagamento di contributi e stipendi di ogni società, il club omette il pagamento per la seconda volta (la prima avvenne il 1º agosto 2024, il giorno dopo l'annuncio delle dimissioni di Massimo Giove da presidente della società), incombendo così ad un'altra sanzione che andrà ad aggiungersi a quella che verrà discussa il 5 novembre per la prima inadempienza, a seguito del deferimento ricevuto a metà settembre per tale questione.
Dopo giorni trascorsi a cercare la chiusura dell'accordo prima della scadenza dei pagamenti, nella notte tra il 16 e il 17 ottobre il sindaco Rinaldo Melucci, il vicesindaco Gianni Azzaro, l'onorevole Michele Pelillo, il consulente del club Giuseppe Losavio ed il rappresentante (nonché detentore delle quote di maggioranza) di Apex Capital Global LLC Mark Campbell cenano presso un ristorante della città. Al mattino del 18 ottobre viene annunciato dal club il raggiungimento di un accordo preliminare con Apex Capital Global LLC (quale limited liability company statunitense, ma con sede nel Regno Unito) per la cessione del 91% delle quote appartenute al presidente dimissionario Massimo Giove (che rimane con circa li 2% delle quote). Il 21 ottobre si tiene una conferenza stampa di presentazione del nuovo proprietario, alla presenza di Mark Campbell e del sindaco, in cui vengono evidenziati i vari business plan, gli obiettivi e gli sviluppi futuri della nuova gestione, sebbene permangano dubbi in merito alla solidità dei progetti illustrati..
Il 12 novembre, presso un notaio della città, il rappresentante e socio di maggioranza di Apex Capital Global LLC, Mark Campbell, assume il ruolo di procuratore della società, con potere di firma, come primo atto ufficiale relativo al passaggio di proprietà, per poi siglare un accordo preliminare il successivo 14 novembre. In seguito Apex Capital non rispetta gli accordi stabiliti dal preliminare e la trattativa si interrompe definitivamente il 18 dicembre.
La società, ormai in profonda crisi economico finanziaria, torna nella gestione di Massimo Giove, ormai dimissionario, che conferma il proprio totale disimpegno. Frattanto la crisi sportiva si aggrava con la penalizzazione di 10 punti della squadra nel girone C di Serie C a causa di inadempienze economiche. La società rimane invischiata in una grave situazione finanziaria. In marzo, dopo una serie di partite disputate con elementi della formazione giovanile e una penalizzazione di 19 punti in classifica, il Tribunale Federale Nazionale esclude il Taranto dal campionato di Serie C a causa di violazioni amministrative.
Il 15 luglio 2025, a seguito del processo avviato dalla procura contro la società di Giove per l'insolvenza di circa 4 milioni di euro, il tribunale dichiara ufficiale il fallimento della società, avviando la procedura di liquidazione. Il 29 luglio seguente, la FIGC revoca l'affiliazione alla società ionica alla Federazione, mettendo fine alla storia del club.